# نورا (نام)
نورا (به انگلیسی: Nora یا Norah) یک اسم زنانه ایتالیایی، انگلیسی و ایرلندی است. این نام عمدتاً به‌عنوان شکل کوتاه از Honora (همچنین Honoria) سرچشمه می‌گیرد، که یک نام رایج انگلیس و نورمن می‌باشد، در نهایت از واژه لاتین Honor (با همان معنی، افتخار) مشتق شده‌است. در استفاده دیگر اروپایی از این نام ممکن است به‌عنوان شکل کوتاه از Eleonora یا Eleanor سرچشمه بگیرد.
نام ایرلندی Nóra به همین ترتیب احتمالاً شکلی از نام ایرلندی Honora باشد. به احتمال کمتر مشتق این نام ایرلندی از نام ایرلندی Fionnualla است. Nóra یک شکل کوچک از Nóirin است؛ این نام شکل‌های انگلیسی‌مَنِشی زیادی دارد، مانند: Noreen، Norene، و Norine
همچنین این نام نزدیکترین معنا را به یکی از القاب دختر پیامبر فاطمه الزهرا را دارد که آن لقب نوریه است.